# Atrichopogon taizi
Atrichopogon taizi är en tvåvingeart som beskrevs av Boorman och Harten 2002. Atrichopogon taizi ingår i släktet Atrichopogon och familjen svidknott. Inga underarter finns listade i Catalogue of Life.